# Союз поляков в Аргентине
Союз поляков в Аргентине (пол. Związek Polaków w Argentynie, исп. Unión de los Polacos de la República Argentina) — объединение полонийных общественных организаций, расположенных на территории Аргентины, представляющее интересы местной польской диаспоры. Союз основан в 1931 году в Буэнос-Айресе.
Задачей Союза является координация общественной, культурной и образовательной деятельности полонийных региональных организаций, распространение польской культуры, традиций и языка, проведение культурных мероприятий, взаимодействие с государственными органами, польским международным сообществом и Республикой Польша.

## Структура
Союз объединяет региональные полонийные организации, расположенные на территории Аргентины.
Председателем Союза является Збыслав Рышард Конопка. За многолетнюю активную общественную деятельность Збыслав Конопка в 2013 году был награждён Кавалерским крестом Ордена Возрождения Польши.

## Общественная деятельность
Союз регулярно проводит съезды представителей организаций — членов Союза, на которых рассматриваются вопросы текущей и перспективной деятельности.
Союз участвует в реализуемой под патронатом Сената Польши программе Polskie korzenie, целью которой является организация культурно-познавательных поездок молодых людей польского происхождения в возрасте от 18 до 27 лет из Аргентины в Польшу, где они посещают музеи, университеты и места, важные с точки зрения исторической памяти и высокой культурной ценности.
Официальным печатным органом Союза является информационный бюллетень Głos Polski, издаваемый с 1922 года.
Резиденцией Союза поляков в Аргентине является Dom Polski — историческое здание в Буэнос-Айресе, где располагаются Польский клуб, Польская библиотека им. Домейко, редакция журнала Glos Polski и ряд других общественных организаций.